# الثليمة
الثليمة إحدى منازل درب زبيدة، وتقع حالياً في محافظة رفحاء الواقعة بمنطقة الحدود الشمالية في السعودية. يضم الموقع بركة تسمى الثليمة وتعرف كذلك ببركة «الهيثم» التي تتميز بطريقة بنائها، وهي بركة دائرية الشكل قطرها 32 م لها جدارين الداخلي منها بسُمك 160 سم والخارجي بسُمك 80 سم ويضم البناء درجاً عرضه 6.5 م حسب تقرير فريق المسح الأثري، ولها مصقاة تعمل على تسهيل وصول الماء إليها، حيث لها مدخل متقن ومخرج على شكل نفق، وهي تعد من أبرز المعالم السياحية في منطقة الحدود الشمالية.

## وصلات خارجية
- درب زبيدة - بركة الثليمة، من موقع بانوراميو.